# Краснопольє (Переволоцький район)
Краснопо́льє (рос. Краснополье) — село у складі Переволоцького району Оренбурзької області, Росія.

## Населення
Населення — 150 осіб (2010; 132 у 2002).
Національний склад (станом на 2002 рік):
- казахи — 51 %
- росіяни — 42 %